# Katie Carr
Ne doit pas être confondu avec Katy Carr.
Katie Carr, née à Londres le 31 décembre 1973, est une actrice britannique. Elle est célèbre par ses apparitions dans la mini-série à succès Dinotopia (Marion Waldo) et dans la série Heroes (Caitlin).

## Filmographie
- 1996 : Témoin innocent : Alice
- 1997 : Mrs. Dalloway de Marleen Gorris
- 1997 : Highlander (saison 5, épisode 17 "Byron, l'Ange noir", 1997) : Claire Clairmont
- 2002 : Dinotopia : Marion Waldo
- 2007 : Heroes (saison 2, épisode 2 "Coupé court…", épisode 3 "Vol d'essai", épisode 5 "Pire Cauchemar", épisode 6 "La Ligne", épisode 7 "Contre la montre", épisode 10 "Souche 138") : Caitlin
- 2008 : Les Experts : Manhattan (saison 4, épisode 12 "Fées d'hiver") : Tina Connor